# Битва на Эш-Холлоу
Битва на Эш-Холлоу (англ. Battle of Ash Hollow), также известная как Битва на Блю-Уотер-Крик или Бойня Харни — сражение между брюле-сиу и армией США, под командованием бригадного генерала Уильяма Харни, произошедшее 3 сентября 1855 года на территории современного округа Гарден, штат Небраска.

## Предыстория

### Резня Граттана
Событие, положившее начало первой войне сиу с американской армией, произошло в июле 1854 года. Брюле, оглала и небольшая часть миннеконжу ожидали свои ежегодные товары и находились в нескольких километрах от форта Ларами вблизи от реки Норт-Платт. Мимо большого индейского лагеря продвигался мормонский обоз, который следовал в Юту. Позади обоза один из мормонов гнал хромую корову. Корова отстала и переселенец, боясь индейцев, поспешил за караваном. Один из миннеконжу выстрелил в корову и убил её. Когда обоз прибыл в форт Ларами, мормон, который потерял корову, отправился к командующему и рассказал о случившемся, значительно преувеличив происшедшее.
Лейтенант Флеминг не хотел начинать войну из-за полудохлой коровы, к тому же в форт прибыл вождь Атакующий Медведь, чтобы лично уладить инцидент. Лидер брюле предлагал любую лошадь из своего табуна и всячески пытался решить проблему мирным путём, он не хотел ввязываться в войну с белыми из-за коровы. Флеминг решил ничего не предпринимать до возвращения индейского агента Уитфилда, но один из офицеров форта, Джон Граттан, уговорил командующего отправить его в селение лакота, чтобы найти и арестовать виновного. Прибыв к индейцам, он не стал вести переговоры, а приказал открыть огонь, в результате чего, был убит Атакующий Медведь. Разъярённые индейцы перебили всех солдат, спастись удалось лишь одному, но и он скончался от ран через несколько дней.
Президент США Франклин Пирс приказал наказать индейцев. Бригадный генерал Уильям Харни, находившийся в Париже, был вызван домой, чтобы возглавить карательную экспедицию.

### Экспедиция Харни
В конце лета 1855 года началась кампания против индейцев. Уильям Харни готовился выступить со своей армией из форта Ливенворт, Территория Канзас. 20 августа американская армия достигла форта Кирни в низовьях реки Платт. Четыре дня Харни ожидал прибытия подкрепления, а затем с драгунами, пехотинцами и артиллерией, всего около 600 человек, покинул форт Кирни и выступил на поиски сиу. Войска сопровождал обоз из фургонов с припасами. 2 сентября 1855 года американская армия обнаружила индейский лагерь вблизи Блю-Уотер-Крик. Харни приказал ночью совершить фланговый манёвр, чтобы окружить сиу. Эту часть операции возглавили подполковник Филип Сент-Джордж Кук и капитан Генри Хет.
Ранним утром вожди брюле, поняв, что их лагерь окружён, попытались провести переговоры с Харни. Маленький Гром, Пятнистый Хвост и Железная Раковина выехали из лагеря, держа белый флаг. Они хотели задержать солдат, чтобы женщины и дети смогли скрыться, но Харни предвидел это, и его войска продолжали равномерно надвигаться.

## Сражение
Женщины начали снимать палатки и готовиться к бегству, когда появились драгуны, двигающиеся к концу лагеря. Вожди, поняв, что переговоров не будет, вернулись в селение, и в это же самое время, солдаты начали атаку. Некоторые индейцы, в основном женщины и дети, укрылись в пещерах вдоль реки. Бригадный генерал приказал солдатам стрелять по ним. Большая группа конных воинов попыталась скрыться, но Генри Хет со своими людьми блокировал им путь к отступлению.
Часть брюле смогла прорваться, но драгуны во главе с капитаном продолжили их преследовать. Бой длился несколько часов. Будущий верховный вождь брюле Пятнистый Хвост был тяжело ранен — в него попали две пистолетные пули, также он получил две сабельные раны. Железная Раковина и Маленький Гром смогли сбежать и не попасть в плен. Американские войска одержали победу, убив 86 индейцев и взяв 70 пленных, в основном женщин и детей. Среди убитых, половину составляли женщины и дети.

## Итоги
После сражения Харни прошёл вверх по реке Норт-Платт и отвёл пленников к форту Ларами. Он запретил выдавать ежегодную ренту всем племенам сиу, затем собрал дружественных вождей и приказал им сдать командующему форту всех воинов, причастных к войне с белыми.
После этого генерал повёл своё войско на восток, направляясь к верховьям реки Найобрэра. Его армия прошла через земли сиу, но смогла встретить лишь хункпапа. Из-за наступающих холодов и скудных запасов продовольствия, Харни не стал их атаковать и решил завершить операцию.
18 октября войска США и большая часть лакота собрались у форта Ларами. Воины, во главе с Пятнистым Хвостом, добровольно сдались американским военным и были отправлены в форт Ливенворт. Харни считал, что пленные должны быть казнены, но индейский агент Твисс убедил главного управляющего по Индейским делам в Сент-Луисе Альфреда Камминга, обратиться с прошением о помиловании для пленных. 16 января 1856 года президент Пирс подписал это прошение и Пятнистый Хвост с соплеменниками были освобождены. Увидев военную силу белых, будущий верховный вождь брюле осознал, что война с американской армией может погубить его народ. В дальнейшем он не принимал участия в войнах сиу.